# Vendegies-sur-Écaillon

Vendegies-sur-Écaillon este o comună în departamentul Nord, Franța. În 1 ianuarie 2022 avea o populație de 1.123 de locuitori.